# Ælfwald I. (Sherborne)
Ælfwald I. († 978) war Bischof von Sherborne. Er wurde 958 zum Bischof geweiht und trat sein Amt im selben Jahr an. Er starb 978.